# Dinaphorura novaezealandeae
Dinaphorura novaezealandeae är en urinsektsart som beskrevs av Womersley 1935. Dinaphorura novaezealandeae ingår i släktet Dinaphorura och familjen Tullbergiidae. Inga underarter finns listade i Catalogue of Life.